# Amauris similis
Amauris similis är en fjärilsart som beskrevs av Talbot 1921. Amauris similis ingår i släktet Amauris och familjen praktfjärilar. Inga underarter finns listade i Catalogue of Life.